# 池江泰寿
池江 泰寿（いけえ やすとし、1969年1月13日 - ）は、日本中央競馬会（JRA）の調教師。東山高等学校を経て同志社大学文学部卒業。栗東トレーニングセンター所属。

## 経歴
父は元調教師の池江泰郎、伯父に池江敏郎元厩務員がいる。同級生に武豊がおり、幼馴染みである。騎手を志したが、中学2年生時の1年間で身長が14cm伸びたため、騎手になるのを断念した。1年浪人後同志社大学に入学、大学4年の夏休みに6週間ケンブリッジの英語学校に通った。
1993年浅見国一厩舎所属の調教厩務員に、同年浅見国一厩舎所属の調教助手となる。
1994年池江泰郎厩舎に移籍。ステイゴールドなどを管理した。その後、1995年にはイギリスに、1996年からはアメリカに渡り、マイケル・スタウト厩舎やニール・ドライスデール厩舎で調教助手を勤め、腕を磨く。
2003年に調教師免許を取得し、2004年に厩舎を開業。2004年3月20日、ソニックサーパス号で初出走、初勝利を挙げた。
以降は順調に勝ち星を重ね、2006年にドリームジャーニーが朝日杯フューチュリティステークスで初重賞制覇にして初のGI勝利。
2008年1月26日、京都9Rでアインラクスが1着となり、現役169人目となるJRA通算100勝を達成した。3年10か月26日での達成は森秀行の3年9か月18日に次いで2番目の速さでの達成。なお同年は最多勝利調教師賞のタイトルを受賞している。
2010年7月3日、阪神6Rでサンデーミューズが1着となり、現役115人目となるJRA通算200勝を1297戦目で達成した。6年4か月3日での達成は現役最速記録となった。
父が2011年2月に定年で調教師を引退することに伴い、在籍していたトゥザグローリーなどを引き継いだ。
2011年東京優駿にて、父・泰郎が管理した、父ステイゴールドと母父メジロマックイーンという池江家ゆかりの血統であるオルフェーヴルで、史上2組目となる親子2代でのダービー勝利であった。また42歳4カ月17日でのダービー勝利は、グレード制導入後では、最年少ダービー調教師となった（2024年安田翔伍調教師により更新）。オルフェーヴルは菊花賞も制し、史上初めて親子で三冠馬を管理した調教師となった。さらに翌週の天皇賞（秋）もトーセンジョーダンで制し、2週連続GI制覇を達成した。父泰郎は1991年にメジロマックイーン（1位入線後に斜行のため最下位に降着）での天皇賞（秋）制覇を逃しており、息子が20年後に雪辱を果たした形となった。またオルフェーヴルでは同年の有馬記念も制し、兄ドリームジャーニーとの兄弟制覇も成し遂げた。
2012年、13年とオルフェーヴルで凱旋門賞制覇を狙ったが、いずれも前哨戦のフォワ賞こそ勝利したものの2着と敗れている。この2012年のフォア賞が海外重賞初制覇であった。
2012年5月27日、京都2Rでルナフォンターナが1着となり、現役69人目となるJRA通算300勝を達成した。なお、開業後8年2か月27日での達成は、藤沢和雄の8年9か月15日を抜いて現役最速となった。さらに2014年4月12日、同馬が阪神10Rで1着となり、現役43人目となるJRA通算400勝を達成。10年1か月12日での達成は、同300勝時と同じく藤沢和雄の10年7か月18日を抜いての現役最速記録となった。
2015年優駿牝馬をミッキークイーンで優勝し、自身初の牝馬GI制覇となった。また同馬で秋華賞も制し、牝馬二冠を達成した。
2016年7月23日、中京4Rでジョンブリアンが1着となり、現役25人目となるJRA通算500勝を達成した。開業後12年4か月23日での達成は、藤沢和雄の12年5か月27日を抜いて現役最速の記録達成となる。同年にはサトノダイヤモンドで牡馬クラシックを賑わせる。皐月賞、ダービーと3、2着と惜敗したが三冠最後の一戦菊花賞で見事に優勝。鞍上のクリストフ・ルメール騎手にとってはこれが日本での初クラシック競走制覇に、馬主の里見治にとっては馬主生活初のGI制覇となった。このコンビは続く有馬記念でもキタサンブラックをゴール直前で差し切り優勝。この勝利で池江厩舎は史上最多の有馬記念4勝目という大記録を達成した。また里見オーナーとのコンビでは他にもサトノアラジンで2017年の安田記念を、サトノクロニクルでチャレンジカップを、サトノアーサーで2018年のエプソムカップを制するなど活躍している。特にサトノアラジンでの安田記念勝利の際には「この馬(サトノアラジン)でGIを獲れなかったら調教師失格」とコメントしている。
2017年には皐月賞をアルアインで勝利し、2着にも自厩舎のペルシアンナイトが入りワンツーを決めている。そしてペルシアンナイトも秋にはマイルチャンピオンシップを制しGIホースの仲間入りを果たした。
2018年5月26日、東京10Rでトゥザクラウンが1着となり、史上89人目、現役14人目となるJRA通算600勝を達成した。開業14年2か月26日での達成は、藤沢和雄の14年0か月31日に次ぐ現役2位のスピード達成となる。同年はGIで勝利は挙げられず重賞4勝に留まった。
2020年7月11日、阪神5Rでダノンシュネラが1着となり、史上54人目、現役9人目となるJRA通算700勝を4606戦目で達成した。
2022年12月3日、中山11Rでシルヴァーソニックが1着となり、史上39人目、現役5人目となるJRA通算800勝を5375戦目で達成した。
2024年11月17日、マイルチャンピオンシップをソウルラッシュで制してGI通算23勝目を挙げ、22勝でタイに並んでいた国枝栄を抜いてGI勝利数現役1位、グレード制導入以降で藤沢和雄（34勝）、角居勝彦（26勝）に次いで単独3位となる。
2025年4月5日、ドバイターフでソウルラッシュが香港馬ロマンチックウォリアーを写真判定の末、現地表記で0.01馬身差という僅差の争いを制して優勝。海外GI初制覇を飾った。

## エピソード
- きさらぎ賞史上最多の4勝を挙げており、2019年にダノンチェイサーで制した際には「定年まであと6つは勝ちたい」と語っている。

## 調教師成績
|                      | 日付           | 競馬場・開催  | 競走名            | 馬名               | 頭数 | 人気 | 着順 |
| -------------------- | -------------- | ------------- | ----------------- | ------------------ | ---- | ---- | ---- |
| 初出走・初勝利       | 2004年3月20日  | 1回阪神7日5R  | 障害4歳以上未勝利 | ソニックサーバス   | 14頭 | 4    | 1着  |
| 重賞初出走           | 2005年4月9日   | 3回中山5日11R | ニュージーランドT | ピカレスクコート   | 16頭 | 5    | 4着  |
| GI初出走             | 2005年10月23日 | 4回京都6日11R | 菊花賞            | フサイチアウステル | 16頭 | 5    | 5着  |
| 重賞初勝利・GI初勝利 | 2006年12月10日 | 5回中山4日11R | 朝日杯FS          | ドリームジャーニー | 15頭 | 2    | 1着  |

### 受賞
- 2006年 - 最高勝率調教師賞[27]、 優秀調教師賞（関西）[28]
- 2008年 - 最多勝利調教師賞[27]、 優秀技術調教師賞[27]
- 2010年 - 最高勝率調教師
- 2011年 - 最多賞金獲得調教師
- 2012年 - 最多賞金獲得調教師

## 主な管理馬

### GI級競走優勝馬
太字はGI級競走を示す。
- ドリームジャーニー（2006年朝日杯フューチュリティステークス、2007年神戸新聞杯、2008年小倉記念、朝日チャレンジカップ、2009年宝塚記念、有馬記念、産経大阪杯）[29]
- トーセンジョーダン（2010年アルゼンチン共和国杯、2011年天皇賞（秋）、アメリカジョッキークラブカップ、札幌記念）[30]
- オルフェーヴル（2011年皐月賞、東京優駿、菊花賞（中央競馬クラシック三冠）、有馬記念、スプリングステークス、神戸新聞杯、2012年宝塚記念、フォワ賞、2013年有馬記念、産経大阪杯、フォワ賞）[31]
- ラブリーデイ（2015年 宝塚記念、天皇賞（秋）、中山金杯、京都記念、鳴尾記念、京都大賞典）[32]
- ミッキークイーン（2015年優駿牝馬、秋華賞、2017年阪神牝馬ステークス)[33]
- サトノダイヤモンド（2016年菊花賞、有馬記念、きさらぎ賞、神戸新聞杯、2017年阪神大賞典、2018年京都大賞典)[34]
- サトノアラジン（2016年京王杯スプリングカップ、スワンステークス、2017年安田記念)
- ペルシアンナイト （2017年マイルチャンピオンシップ、アーリントンカップ)
- アルアイン （2017年皐月賞、毎日杯、2019年大阪杯）
- ジャンダルム （2017年デイリー杯2歳ステークス、2022年スプリンターズステークス、オーシャンステークス）[35]
- ママコチャ（2023年スプリンターズステークス、2025年オーシャンステークス）[36]
- ソウルラッシュ （2022年・2024年マイラーズカップ、2023年京成杯オータムハンデキャップ、2024年マイルチャンピオンシップ、2025年ドバイターフ）[37]

### その他重賞競走優勝馬
- ピカレスクコート（2007年ダービー卿チャレンジトロフィー）[38]
- エアパスカル（2008年チューリップ賞）[39]
- ウォータクティクス（2009年アンタレスステークス）[40]
- ランザローテ（2009年プロキオンステークス）[41]
- メテオロロジスト（2011年佐賀記念）[42]
- トゥザグローリー（2010年中日新聞杯、2011年京都記念、日経賞、2012年日経新春杯、鳴尾記念）[43]
- トレイルブレイザー（2011年アルゼンチン共和国杯、2012年京都記念)[44]
- ワールドエース（2012年きさらぎ賞、2014年マイラーズカップ）[45]
- トーセンホマレボシ（2012年京都新聞杯）[46]
- トーセンレーヴ（2012年エプソムカップ）[47]
- オーシャンブルー（2012年金鯱賞、2014年中山金杯）[48]
- サトノノブレス（2014年日経新春杯、小倉記念、2016年中日新聞杯、鳴尾記念）[49]
- ゴールスキー（2014年根岸ステークス）[50]
- トーセンスターダム（2014年きさらぎ賞、チャレンジカップ）[51]
- トゥザワールド（2014年弥生賞）[52]
- ダノンカモン（2014年名古屋大賞典）[53]
- ベルーフ（2015年京成杯）[54]
- サトノラーゼン (2015年京都新聞杯)[55]
- プロフェット (2016年京成杯)[56]
- ミスエルテ (2016年ファンタジーステークス)
- ステイインシアトル （2017年鳴尾記念）
- サトノクロニクル （2017年チャレンジカップ）
- ストロングタイタン （2018年鳴尾記念）
- サトノアーサー （2018年エプソムカップ、2020年関屋記念)
- クラージュゲリエ （2018年京都2歳ステークス）
- ダノンチェイサー （2019年きさらぎ賞）
- スマートオーディン （2019年阪急杯）
- アブレイズ（2020年フラワーカップ）
- フォイヤーヴェルク（2020年新潟ジャンプステークス）
- ボッケリーニ （2020年中日新聞杯、2022年目黒記念、2023年鳴尾記念）[57]
- ヴェルトライゼンデ（2022年鳴尾記念、2023年日経新春杯）[58]
- シルヴァーソニック（2022年ステイヤーズステークス、2023年レッドシーターフハンデキャップ）[59]
- ゼッフィーロ（2023年アルゼンチン共和国杯）[60]
- オーサムリザルト（2024年エンプレス杯、ブリーダーズゴールドカップ、2025年クイーン賞）

## 主な厩舎関係者
※括弧内は厩舎所属期間と所属中の職分。
- 吉村圭司（2004年 - 2010年 調教助手）
- 岩崎祐己（2011年 - 2012年 騎手）
- 水口優也（2018年 - 2025年 騎手）